# Allmän rättslära
Allmän rättslära, tidigare juridisk encyklopedi, är ett ämne vid juridiska fakulteter.
I allmän rättslära studeras rättssystemens struktur och relation till det omgivande samhället, metodfrågor, rättsteori och rättsfilosofi.
Allmän rättslära är öppet för impulser från andra områden. Etablerade ansatser som forskningsmässigt kan relateras till ämnet är rättslogik, rättssociologi, rättsekonomi och rättsinformatik. Ständigt aktuella är därtill frågor om politik och rätt, och relationer mellan rättsregler och andra former av regler, exempelvis moralregler och religiösa regelsystem.

## Forskare i urval
- Friedrich von Hayek, 1899–1992, österrikisk nationalekonom och politisk filosof, doktor i såväl juridik som statsvetenskap. Erhöll Sveriges Riksbanks pris i ekonomisk vetenskap till Alfred Nobels minne år 1974 tillsammans med Gunnar Myrdal.
- Karl Olivecrona, 1897–1980, svensk rättsfilosof och professor i processrätt vid Lunds universitet.
- Aleksander Peczenik, 1937-2006, svensk rättsfilosof och professor i allmän rättslära vid Lunds universitet.